# Вольф, Юлиус (экономист)
Юлиус Вольф (нем. Julius Wolf; 1862, Брно — 1937, Берлин) — немецкий экономист.

## Биография
Родился в городе Брно в 1862 году. Учился в Венском и Тюбингенском университетах.
Сначала преподавал в Цюрихском университете. С 1897 работал профессором в университете Бреслау. В апреле 1913 года перешёл в Королевский технический институт в Берлине. 

## Публикации
- Die Branntweinsteuer (Тюбинг., 1884);
- Ostindische Getreidekonkurrenz (ib., 1886);
- Zur Reform des schweizerischen Notenhankwesens (Цюрих, 1888)
- System der Sozialpolitik. Sozialismus und kapitalistische Gesellschaftsordnung (Штутгарт, 1892);
- Börsenreform in der Schweiz (Цюрих, 1895);
- Das deutsche Reich und der Weltmarkt (Иена, 1901)
- Die Volkswirtschsft der Generwart und Zukunft. (Лейпциг, 1912)[2]